# Myiophobus
Myiophobus é um género de ave da família Tyrannidae.
Este género contém as seguintes espécies:
- Myiophobus cryptoxanthus
- Myiophobus flavicans
- Myiophobus inornatus
- Myiophobus lintoni
- Myiophobus ochraceiventris
- Myiophobus phoenicomitra
- Myiophobus pulcher
- Myiophobus roraimae